# Khalil Mohammed
Khalil Mohammed Allawe (arab. ‏خليل محمد علاوي‎; ur. 6 września 1958 w Bagdadzie) – iracki piłkarz, reprezentant kraju.

## Kariera piłkarska
Khalil przygodę z piłką rozpoczął w 1976 w zespole Amanad Bagdad. Dwa lata później odszedł do Al-Quwa Al-Jawiya, w którym spędził następne 6 sezonów. 
W 1984 dołączył do Al-Rasheed. Khalil z drużyną zdobył mistrzostwo Iraqi Premier League i Puchar Iraku w sezonie 1986/87 oraz Superpuchar Iraku w 1986. Kolejne dwa sezony spędził w Al-Shorta i Al-Shabab. W 1989 dołączył do Al-Quwa Al-Jawiya, gdzie zdobył mistrzostwo Iraqi Premier League w sezonie 1989/90. Po tym sukcesie dołączył do Al-Karkh. Ostatnie 5 lat spędził w Al-Khutoot. Karierę zakończył w 1995.

## Kariera reprezentacyjna
Po raz pierwszy w reprezentacji zagrał w 1983. Uczestnik Igrzysk Olimpijskich 1984. 
W 1986 został powołany przez trenera Evaristo de Macedo na Mistrzostwa Świata, gdzie reprezentacja Iraku odpadła w fazie grupowej. Podczas turnieju zagrał w trzech spotkaniach z Paragwajem, Belgią i gospodarzem turnieju Meksykiem. Łącznie w latach 1983–1990 zagrał w 81 spotkaniach reprezentacji Iraku.
| Wybrane mecze i gole w reprezentacji | Wybrane mecze i gole w reprezentacji | Wybrane mecze i gole w reprezentacji | Wybrane mecze i gole w reprezentacji | Wybrane mecze i gole w reprezentacji | Wybrane mecze i gole w reprezentacji | Wybrane mecze i gole w reprezentacji |
| #                                    | Data                                 | Miasto                               | Przeciwnik                           | Gol                                  | Wynik                                | Rozgrywki                            |
| ------------------------------------ | ------------------------------------ | ------------------------------------ | ------------------------------------ | ------------------------------------ | ------------------------------------ | ------------------------------------ |
| 1.                                   | 05.04.1985                           | Doha                                 | Katar                                |                                      | 1:0                                  | El. MŚ 1986                          |
| 2.                                   | 05.05.1985                           | Kolkata                              | Katar                                |                                      | 1:2                                  | El. MŚ 1986                          |
| 3.                                   | 31.01.1986                           | Bagdad                               | Dania                                |                                      | 0:2                                  | towarzyski                           |
| 4.                                   | 02.02.1986                           | Bagdad                               | Dania                                |                                      | 2:0                                  | towarzyski                           |
| 5.                                   | 14.03.1986                           | Bagdad                               | Rumunia                              |                                      | 1:1                                  | towarzyski                           |
| 6.                                   | 17.03.1986                           | Bagdad                               | Rumunia                              |                                      | 0:0                                  | towarzyski                           |
| 7.                                   | 04.06.1986                           | Toluca                               | Paragwaj                             |                                      | 0:1                                  | MŚ 1986                              |
| 8.                                   | 08.06.1986                           | Toluca                               | Belgia                               |                                      | 1:2                                  | MŚ 1986                              |
| 9.                                   | 11.06.1986                           | Meksyk                               | Meksyk                               |                                      | 0:1                                  | MŚ 1986                              |
| 10.                                  | 21.09.1986                           | Daegu                                | Oman                                 |                                      | 4:0                                  | Igrzyska Azjatyckie 1986             |
| 11.                                  | 23.09.1986                           | Daegu                                | Pakistan                             |                                      | 5:1                                  | Igrzyska Azjatyckie 1986             |
| 12.                                  | 25.09.1986                           | Daegu                                | Zjednoczone Emiraty Arabskie         |                                      | 1:2                                  | Igrzyska Azjatyckie 1986             |
| 13.                                  | 27.09.1986                           | Daegu                                | Tajlandia                            |                                      | 2:1                                  | Igrzyska Azjatyckie 1986             |
| 14.                                  | 01.10.1986                           | Seul                                 | Arabia Saudyjska                     |                                      | 1:1                                  | Igrzyska Azjatyckie 1986             |
| 15.                                  | 27.03.1987                           | Kuwejt                               | Zjednoczone Emiraty Arabskie         |                                      | 1:1                                  | El. IO 1988                          |
| 16.                                  | 18.12.1987                           | Kuwejt                               | Kuwejt                               |                                      | 1:2                                  | El. IO 1988                          |
| 17.                                  | 01.01.1988                           | Maskat                               | Arabia Saudyjska                     |                                      | 1:1                                  | El. IO 1988                          |
| 18.                                  | 08.01.1988                           | Maskat                               | Katar                                |                                      | 4:1                                  | El. IO 1988                          |
| 19.                                  | 15.01.1988                           | Maskat                               | Kuwejt                               |                                      | 1:0                                  | El. IO 1988                          |
| 20.                                  | 27.01.1989                           | Bagdad                               | Oman                                 |                                      | 3:1                                  | El. MŚ 1990                          |
| 21.                                  | 03.02.1989                           | Bagdad                               | Jordania                             |                                      | 4:0                                  | El. MŚ 1990                          |
| 22.                                  | 10.02.1989                           | Bagdad                               | Katar                                |                                      | 2:2                                  | El. MŚ 1990                          |

## Sukcesy
Al-Quwa Al-Jawiya
- Mistrzostwo Iraqi Premier League (1): 1989/90

Al-Rasheed
- Mistrzostwo Iraqi Premier League (1): 1986/87
- Puchar Iraku (1): 1986/87
- Superpuchar Iraku (1): 1986